# Ralph Lamb
Ralph James Lamb (10 de abril de 1927-3 de julio de 2015) fue un oficial de policía estadounidense retirado y el undécimo sheriff del condado de Clark de 1961 a 1979. Fue miembro del Partido Republicano.

## Biografía
Lamb nació en Álamo, Nevada, su padre fue William Grainger Lamb y murió en un accidente de rodeo al tratar de evitar que un caballo frenético se dirigiera a las multitudes el 3 de julio de 1939 en Fallon, Nevada, tenía de 46 años y Ralph apenas 12 años. Su padre fue enterrado en el cementerio de Álamo en Álamo, Nevada. Lamb y sus hermanos tomaron trabajos ocasionales para ayudar a ganarse la vida durante la Gran Depresión. 
Se alistó en el Ejército y sirvió en el Teatro del Pacífico durante la Segunda Guerra Mundial. Regresó a Nevada y asumió el cargo de Sheriff Adjunto del Condado de Clark. Renunció en 1954 para comenzar su propia agencia de detectives privados.
En 1958, se postuló para las elecciones como Sheriff del Condado de Clark, pero perdió ante Butch Leypoldt (1914-1990). Leypoldt sirvió hasta 1961, cuando renunció y fue nombrado miembro de la Junta de Control de Juegos de Nevada. Lamb fue nombrado su sucesor por la Comisión del Condado de Clark y sirvió hasta 1979, después de perder la reelección ante John McCarthy en 1978. Lamb encabezó el cargo contra la mafia que se mudó a Las Vegas durante ese tiempo.
Lamb volvió a presentarse a las elecciones como Sheriff del Condado de Clark como republicano y perdió ante el demócrata Jerry Keller el 8 de noviembre de 1994.
El 25 de septiembre de 2012, se emitió un programa titulado Vegas en CBS, basado en la vida de Lamb como Sheriff. Dennis Quaid interpretó a Lamb.  El programa fue cancelado después de una temporada el 10 de mayo de 2013.
Lamb murió en el Mountain View Hospital, Summerlin, Las Vegas, Nevada el 3 de julio de 2015 por complicaciones de una cirugía a la edad de 88 años.